# Club Balonmano Torrevieja
El Club Balonmano Torrevieja era un equipo de balonmano de la localidad de Torrevieja (Alicante) España. Llegó a disputar la Liga Asobal durante varias temporadas, y organizó la Copa del Rey de balonmano en dos ocasiones.